# Gunung Kubuteungku (berg)
Gunung Kubuteungku är ett berg i Indonesien.   Det ligger i provinsen Aceh, i den västra delen av landet, 1 600 km nordväst om huvudstaden Jakarta. Toppen på Gunung Kubuteungku är 414 meter över havet.
Terrängen runt Gunung Kubuteungku är kuperad åt nordost, men åt sydväst är den platt. En vik av havet är nära Gunung Kubuteungku åt sydväst.Runt Gunung Kubuteungku är det ganska glesbefolkat, med 35 invånare per kvadratkilometer. I omgivningarna runt Gunung Kubuteungku växer i huvudsak städsegrön lövskog.